# Martín Morel
Martín Gerardo Morel (Rosario, 5 gennaio 1980) è un ex calciatore argentino, di ruolo centrocampista.

## Carriera
È emerso nel calcio professionistico all'età di 25 anni.
Da ragazzino, incominciò a giocare per la squadra locale dello Sp. Las Parejas, per poi trasferirsi al Tigre nel 2006. Nella sua prima stagione aiutò il club a guadagnare la promozione nella prima divisione argentina. Morel non era titolare nella prima squadra: in sette apparizioni segnò tre gol. Il 12 giugno 2010 viene ufficializzato il suo passaggio in prestito per un anno con diritto di riscatto ai colombiani del Deportivo Cali. Gioca poi nell'Universitario in Perù.